# Geniates castaneus
Geniates castaneus är en skalbaggsart som beskrevs av Hermann Burmeister 1844. Geniates castaneus ingår i släktet Geniates och familjen Rutelidae. Inga underarter finns listade i Catalogue of Life.